# Я, Арлекін
«Я, Арлекін» (італ. Io, Arlecchino) — італійський фільм (2014). Режисери Маттео Біні, Джорджо Пазотті.

## Сюжет
Паоло ведучий популярного столичного ток-шоу, змушений на деякий час переїхати в маленьке містечко у провінції Бергамо — йому повідомили, що його батько Джованні опинився в лікарні. Джованні грає в маленькій театральній трупі, де він виконує роль Арлекіно. Поруч з батьком Паоло заново відкриває для себе радість творчості.

## У ролях
| Актор            | Роль      |
| ---------------- | --------- |
| Джорджо Пазотті  | Паоло     |
| Роберто Ерлітцка | Джованні  |
| Валерія Білелло  | Крістіна  |
| Лунетта Савіно   | Марія     |
| Лавінія Лонгі    | Франческа |
| Джованні Феррері | Джузеппе  |
| П'єтро Гісланді  | Баттіста  |

## Покази в Україні
Фільм демонструється в рамках тижня «Нового італійського кіно», що проходить у червні 2016 у чотирьох містах України — Києві, Львові, Одесі, Харкові.